# Sarmiento-Brace
Ein Sarmiento-Brace, kurz auch als Brace bezeichnet, ist ein steifer Gips- oder Kunststoffverband, mit dessen Hilfe in der Traumatologie Frakturen der langen Röhrenknochen funktionell-konservativ behandelt werden können. Der Verband ist nach seinem Erstbeschreiber, dem Chirurgen Augusto Sarmiento Rosillo benannt.

## Funktion

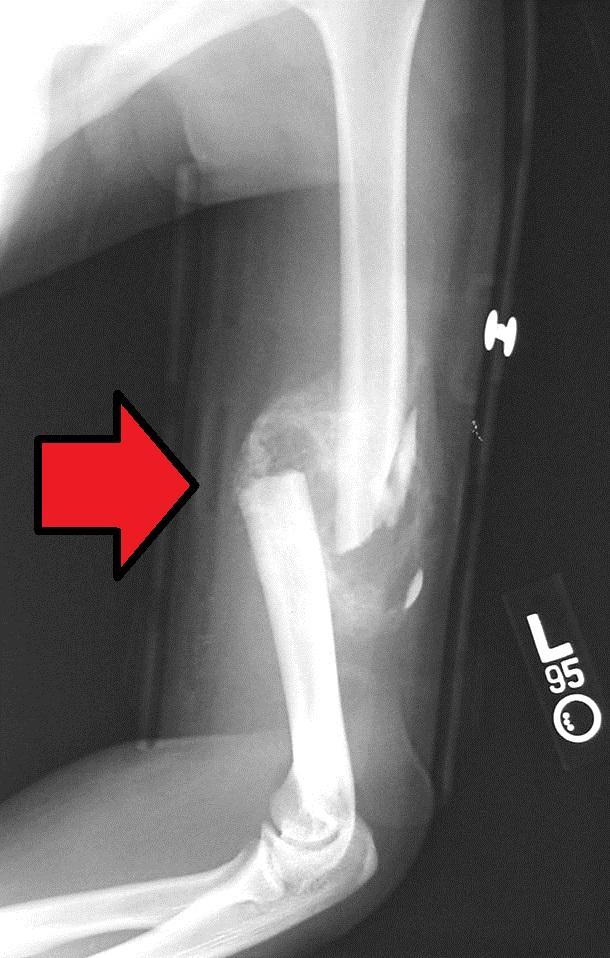
Eine stark verschobene Schaftfraktur in konservativer Behandlung mittels Sarmiento-Brace. Gut sichtbar die ausgedehnte Kallusbildung im Bereich der Fraktur.

Im Gegensatz zur konventionellen Ruhigstellung im Gips- oder Kunststoffsteifverband wird der Sarmiento-Brace so angefertigt, dass die angrenzenden Gelenke weitgehend frei beweglich bleiben. Die Fraktur wird hier durch Druck auf den die Fraktur umgebenden Weichteilmantel ruhiggestellt. Der Brace besteht in der Regel aus zwei Halbschalen, die – durch Klettverschlüsse gesichert – die verletzten Gliedmaße eng umschließen. Der Brace ist abnehmbar und kann durch die Klettverschlüsse individuell an Veränderungen der verletzten Extremität (beispielsweise durch nachlassende Weichteilschwellung) angepasst werden. Nach Sarmiento ist ein rigider Knochen-Knochen-Kontakt mit Ruhigstellung der angrenzenden Gelenke für die Heilung des Bruchs eher hinderlich als wünschenswert. Bewegungen der Frakturfragmente gegeneinander beschleunigen die Einsprossung von Kapillaren in den Bruchspalt und fördern somit die Osteogenese.

## Einsatz
Im Rahmen der konservativen Behandlung der Oberarmschaftfraktur hat der Sarmiento-Brace seit den 1980er Jahren einen festen Stellenwert und wird als moderne Standardtherapie für Frakturen im mittleren Schaftbereich betrachtet. Für Brüche im proximalen und distalen Schaftbereich ist die Behandlung aufgrund der hier vorliegenden komplizierteren Hebelverhältnisse weniger geeignet. Nach anfänglicher vollständiger Ruhigstellung im Gilchrist- oder Desault-Verband bis zum ersten bindegewebigen Kontakt der Fragmente (dies ist in der Regel nach 10–14 Tagen der Fall) wird der Brace angelegt und für etwa 6–8 Wochen belassen.
Weniger häufig kommt der Brace bei Frakturen des Unterarmes, vor allem isolierten Ulnaschaftfrakturen, zum Einsatz. Bei konservativ behandelten Unterschenkelbrüchen – vor allem im Kindesalter – kommt analog ein sogenannter „Sarmiento-Gips“ zum Einsatz: Statt der Ruhigstellung im Oberschenkelgips wird hier die Beweglichkeit im Kniegelenk so weit freigegeben, dass eine Frakturverschiebung durch Überstreckung vermieden wird.